# 大塚久美子
大塚 久美子（、1968年2月26日 - ）は、日本の実業家。株式会社クオリア・コンサルティング代表取締役社長。明治大学大学院グローバル・ビジネス研究科特別招聘教授、株式会社メルコホールディングス 社外取締役。大塚家具の代表取締役社長を務めた。

## 人物像
埼玉県春日部市出身。祖父は箪笥職人で春日部に工房を開き販売事業を行っており、父・大塚勝久が家具販売事業を独立させたのが、大塚家具創業につながっている。久美子は5人兄弟の長女で、幼少時は春日部駅西口の大塚家具1号店店舗兼倉庫の一角で過ごした。1979年から東京都千代田区に本社が移り、小学校6年生のとき千代田区立麹町小学校に転校。本社と同じ九段北にある白百合学園中学校・高等学校理系コースを経て、1987年4月に一橋大学経済学部に入学。経済学部を選んだ理由は、高校時代に読んだ雑誌のジョン・メイナード・ケインズ特集の影響であった。
一橋大では、塩野谷祐一教授（1989年-1992年、一橋大学長）のゼミに入り、ジョン・メイナード・ケインズの『確率論』をテーマにした卒業論文を作成した。大学院に進学して経済学研究者になることも考えたが、研究者として大成するのが容易でないこと、折からのバブル景気により、大塚のような一流大学の女子学生に、「女性総合職」として一流企業に入社する道が大きく開かれていたことを考慮し、就職を目指した。金融機関志望だった大塚は、女性総合職の採用に力を入れていた富士銀行（現：みずほ銀行）から内定を得た。この時点の大塚は、家業の大塚家具で働くつもりは全くなかったという。
1991年3月に一橋大を卒業し、同年4月に富士銀行に入行した。新入行員研修を経て、某支店（支店名は出典に記載なし）に配属されて融資業務を担当した。2年後の1993年に本部に転勤して国際広報業務を担当した。
入行から3年後の1994年に富士銀行を退職し、大規模小売店舗立地法改正を受けて業容拡大を目指しており、人手が足りなかった家業の大塚家具に入社。1996年から取締役。企業規模を拡大していく中で、経営企画部長、経理部長、営業管理部長、広報部長、商品本部長等を歴任し、個人商店的組織からの脱却を目指して各部門の仕組み作りを行い、それを後任に引き継いでいった。2004年同社取締役を退任し、1年間の休養を経て、2005年東京都千代田区に広報・IRコンサルティング会社、株式会社クオリア・コンサルティングを設立し、代表取締役に就任。この間コンサルティング会社フロンティア・マネジメント株式会社の執行役員や、大塚家の資産管理会社である株式会社ききょう企画代表取締役、社団法人如水会理事なども務めた。
当初大塚家具に戻るつもりはなかったものの、業績低迷を受け、2009年、創業40周年を機に同社代表取締役社長に就任。2010年から2012年まで国立大学法人一橋大学経営協議会学外委員も務める。
2014年7月23日、取締役会で社長を解任される。経営方針で会長である父との間で対立があったと報じられている。
2015年1月、久美子が、勝久社長兼会長に経営体制を一新するよう株主提案を検討していることが明らかとなり、同28日、同社は久美子の社長復帰と勝久を会長専任とする人事を発表した。この人事に関して、同社は経営管理体制の強化のためと説明している。また2月13日、勝久会長が業績悪化の責任をとって3月末の株主総会後に退くことが発表されたほか、今後は、久美子社長が全権を把握した上で、会員制ではなくオープンな店舗運営を目指しつつ、社外取締役を増やし経営の透明性を高めて行くとされた。
こうしたなかで、2月17日、勝久会長が、自身の再任と久美子社長の退任などを求める株主提案をしていたことが大塚家具から明らかにされた。これについて、同社は、「経営を再度混乱かつ不透明にさせ、企業価値・株主利益を毀損するもの」と反対の考えを示した。そして3月27日の株主総会では、この勝久会長の提出議案は否決された。さらに、その後の取締役会では、久美子は、代表取締役社長に再任されるとともに、長弟大塚勝之前専務が務めていた営業本部長にも復帰した。
勝久が、大塚家の資産管理会社である「株式会社ききょう企画」に15億円の支払を求めた訴訟について、2016年4月11日に東京地方裁判所は勝久の全面勝訴判決を下した。
2020年10月、久美子は「同年12月1日付けで全ての役職を辞任したい」旨を大塚家具に申し出て、同年10月28日付の大塚家具取締役会で申し出が受理された。
大塚家具における全ての役職を辞任した後の久美子は、大塚家の資産管理会社である「株式会社ききょう企画」の役員を引き続き務めていたが、同社は2022年7月29日の株主総会で解散を決議し、同年10月25日に東京地方裁判所から特別清算開始決定を受けた（負債総額は約1億円）。
2022年11月現在、「株式会社クオリア・コンサルティング」（2005年に創業）の代表取締役社長を務めている。

## 略歴
- 1968年 埼玉県春日部市生まれ。
- 1991年 一橋大学経済学部卒業（塩野谷祐一ゼミ）、株式会社富士銀行入行。
- 1994年 株式会社大塚家具入社、経営企画室長 兼 営業管理部長。
- 1996年 同 取締役 経営企画室長 兼 営業管理部長。
- 1997年 同 取締役 総合企画部長 兼 営業管理部長。
- 1998年 同 取締役 総合企画部長 兼 経理部長。
- 2001年 同 取締役 総合企画部長。
- 2002年 同 取締役 商品本部長 兼 広報部長。
- 2004年 同 取締役退任、顧問就任。
- 2005年 同 顧問退任、クオリア・コンサルティング株式会社 代表取締役。
- 2006年 筑波大学法科大学院入学[1]。
- 2007年 フロンティア・マネジメント株式会社 執行役員。
- 2009年 株式会社大塚家具 代表取締役社長・営業本部長。
- 2014年 同社長を解任。取締役。筑波大学法科大学院修了。
- 2015年 同社長・営業本部長復帰。
- 2020年 同社長・営業本部長 辞任。
- 2023年
  - 明治大学専門職大学院グローバルビジネス研究科特別招聘教授 就任。
  - 株式会社メルコホールディングス 社外取締役 就任

## メディア出演

### テレビ
- ぴったんこカン・カン（2015年4月10日・5月29日・7月17日、TBSテレビ） - VTR出演
- 有吉ゼミ（2015年11月2日、日本テレビ）

### ラジオ
- 耳からウロコナイト（2025年1月5日 - 、RKBラジオ）